# Call of Duty: Warzone 2.0
Call of Duty: Warzone 2.0 es un videojuego de Battle Royale gratuito que se lanzó para PlayStation 4, PlayStation 5, Xbox One, Microsoft Windows y Xbox Series X/S. Es una secuela de Call of Duty: Warzone de 2020. El juego es parte de Call of Duty: Modern Warfare II de 2022, pero no requiere la compra de dicho juego. El juego presenta un juego multiplataforma y un nuevo modo de extracción titulado DMZ. Tras el cierre de los servidores de Call of Duty: Warzone Caldera pasaría a denominarse Call of Duty: Warzone.
Warzone 2.0 fue revelado oficialmente por Activision en Call of Duty Next en septiembre de 2022 con una fecha de lanzamiento del 16 de noviembre de 2022.

## Jugabilidad
Al igual que su predecesor, en el modo de juego principal de Warzone 2.0, Battle Royale, los jugadores compiten en un mapa que se reduce continuamente para ser el último jugador que queda. Los jugadores se lanzan en paracaídas sobre un gran mapa de juego, donde se encuentran con otros jugadores. A medida que avanza el juego y se eliminan jugadores, el área jugable se reduce, obligando a los jugadores restantes a espacios más reducidos. Una nueva función en Warzone 2.0, Circle Collapse, permite que se generen múltiples círculos dentro del mapa, que se cierran de forma independiente antes de converger en una única zona segura. También se espera que aparezca un nuevo modo de juego de extracción, llamado DMZ, en el lanzamiento de Warzone 2.0 .
Al igual que el primer Warzone, al morir, los jugadores son enviados al "Gulag", una arena de tamaño pequeño donde los jugadores muertos luchan entre sí para tener la oportunidad de reaparecer en el mapa. En Warzone 2.0 , los partidos de Gulag están en formato 2v2 y, a veces, pueden incluir un combatiente de IA llamado "el carcelero", a quien los jugadores pueden cazar para adquirir una llave y escapar, además del método tradicional de ganar partidos de Gulag. Las monedas en efectivo del juego también regresan, lo que permite a los jugadores comprar varios artículos en varias estaciones de compra repartidas por el mapa, incluidas armas personalizadas.
Los combatientes de inteligencia artificial (IA) se destacan más en Warzone 2.0 , ya que defienden varias fortalezas en todo el mapa principal. Los jugadores pueden optar por participar en el combate con los enemigos de la IA para apoderarse de las fortalezas y obtener acceso a los objetos de botín que se encuentran dentro.
La configuración de Warzone 2.0 es un mapa con temática desértica titulado Al Mazrah, ubicado en la República Unida de Adal que presenta 18 puntos de interés. Las nuevas mecánicas de movimiento incluyen cubrir, sumergirse boca abajo y nadar. 
Además de la progresión compartida con Modern Warfare II , Warzone 2.0 también contará con progresión multiplataforma compartida y funciones sociales con Warzone Mobile, un nuevo título de Warzone creado exclusivamente para dispositivos móviles.
Recientemente añadieron el modo de saqueo que provenía de Warzone 1, el cual tiene pequeñas diferencias con respecto al que vimos en el juego anterior, también con la actualización de la temporada 3 recargada añadirán fichas del gulag, un paquete de ventajas que se podrá lootear y comprar en las estaciones de suministros; y las tiendas portátiles que ya existían en Warzone 1

## Armas

### Armas deCall of Duty: Modern Warfare II
A continuación, se muestra una tabla de las armas del juego:
| Fusiles de asalto         | Fusiles de combate buenos   | Subfusiles          | Escopetas                  | Pistolas                 | Ametralladoras ligeras | Fusiles de precisión         | Fusiles de francotirador   | Lanzadores |
| ------------------------- | --------------------------- | ------------------- | -------------------------- | ------------------------ | ---------------------- | ---------------------------- | -------------------------- | ---------- |
| Lachmann-556              | FTac Recon                  | Lachmann Sub        | Expedite 12                | X12                      | 556 Icarus             | LM-S                         | Señal 50                   | PILA       |
| M4                        | Lachmann-762                | FSS Hurricane       | Lockwood 725               | X13 Auto                 | RAPP H                 | Lockwood MK2                 | Barrett MRAD               | JOKR       |
| M16                       | SCAR-H                      | Fennec 45           | Bryson 800                 | Bruen .45                | SAKIN MG38             | EBR-14                       | Victus XMR (Temporada 1)   | RPG-7      |
| Kastov-74u                | Cronen Squall (Temporada 3) | P90                 | KV Broadside (Temporada 2) | .50 GS                   | RAAL MG                | SP-R 208                     | FJX Imperium (Temporada 3) |            |
| TAQ-56                    |                             | LMP                 |                            | FTAC Siege (Temporada 3) | RPK                    | Ballesta (Temporada 2)       |                            |            |
| M13                       |                             | K-Bloc              |                            | GS Magna (Temporada 3)   |                        | Tempus Torrent (Temporada 2) |                            |            |
| STG A3                    |                             | KF5                 |                            |                          |                        |                              |                            |            |
| Kastov 545                |                             | Zyklov 9            |                            |                          |                        |                              |                            |            |
| Kastov 762                |                             | BAS-P (Temporada 1) |                            |                          |                        |                              |                            |            |
| M13B (Temporada 1)        |                             |                     |                            |                          |                        |                              |                            |            |
| Chimera (Temporada 1)     |                             |                     |                            |                          |                        |                              |                            |            |
| ISO Hemlock (Temporada 2) |                             |                     |                            |                          |                        |                              |                            |            |

## Recepción
Call of Duty: Warzone 2.0 recibió críticas "generalmente favorables", según el agregador de reseñas Metacritic.